# Albert Christoph Reindel
Albert Christoph Reindel (* 23. Juli 1784 in Nürnberg; † 23. Februar 1853 ebenda) war ein deutscher Kupferstecher, Zeichner, Professor, Restaurator, Konservator und Übersetzer.

## Bedeutung des Reproduktionsstechers
Die Bedeutung des über Landesgrenzen hinweg geehrten Professors und Direktors, der Anfang des 19. Jahrhunderts die ehemalige Nürnberger Zeichenschule vollständig reorganisierte zu der dann vielbesuchten Nürnberger Akademie, liegt insbesondere in den durch seine zahlreichen Schüler verbreiteten Reproduktions-Illustrationen für das aufstrebende Bildungsbürgertum am Beginn des Industriezeitalters, bevor dafür fotografische und andere Verfahren erfunden waren und in ausreichender Menge zur Verfügung standen.

## Leben
Albert Reindel sollte auf anfänglichen Wunsch seines Vaters Kaufmann werden, zeigte dafür aber keinerlei Neigungen. Daher ließ ihn der Vater zunächst beim Leiter der Nürnberger Zeichenschule, Direktor Gustav Philipp Zwinger, unterrichten und gab ihn im jungen Alter von vierzehn Jahren 1798 in die Lehre beim Kupferstecher Heinrich Guttenberg, wo Reindel erste Rötelzeichnungen anfertigte. 1803 ging Guttenberg mit seinem Schüler in das Paris der Napoleonzeit, wo Reindel bis 1809 unter Guttenbergs Anleitung arbeitete.
In Paris wurde Albert Reindel durch Salvage auch in das Studium der Anatomie eingeführt, während er in der französischen Hauptstadt beeinflusst wurde durch den Kontakt zu zwei seiner Landsleute, den Kupferstecher Friedrich Geißler und den Stuttgarter Maler Johann Friedrich Wilhelm Müller (der Sohn von Johann Gotthard Müller), sowie durch den französischen Kupferstecher Desnoyers.

## Nürnberg ab 1811
1811 ging Reindel zurück in seine Heimatstadt Nürnberg und wurde dort, an seiner ehemaligen Ausbildungsstätte, zum Direktor jener 1662 gegründeten, in jener Zeit sehr vernachlässigten Malerakademie ernannt. Reindel reorganisierte sie vollständig, wandelte sie 1819 in eine Kunstschule um und unterrichtete dort unter anderem Aktzeichnen.
In Nürnberg schuf Reindel nach Jahren, in denen er zahlreiche Stiche fertigte, darunter Titelstiche für das Frauentaschenbuch, eine farbige Darstellung des „Schönen Brunnens“ auf dem Marktplatze zu Nürnberg. Daraufhin wurde ihm die Restauration des Brunnens übertragen, die er 1821–1824 mit Hilfe von C. Heideloff, den Bildhauern Ernst von Bandel, Burgschmiet und Rotermundt ausführte. Hierfür wurde Albert Reindel die „Medaille des bairischen Civilverdienstordens“ verliehen. In diese Zeit fällt auch die Fertigung der beiden Porträts, die von Reindel existieren: 1824 malt Johann Dietrich Carl Kreul (1803–1867) ein Bildnis von Reindel in Öl. 1825 kommt Carl Christian Vogel von Vogelstein nach Nürnberg, um Reindel für seine Sammlung von „Portraits bekannter Zeitgenossen“ zu zeichnen.
Der so Geehrte erhielt nun auch Aufträge außerhalb seiner eigentlichen Profession: So restaurierte er die St. Michaelskirche, für die er auch die Kanzel und den Altar entwarf, sowie der Synagoge in Fürth.
Reindel entwarf die marmorne Ara und leitete die Ausführung der bronzeverzierten Marmortafel, die der kaiserlich österreichische Geheime Rat Carneo Steffaneo zum Andenken an Burggraf Friedrich III. in der Kirche des Klosters Heilsbronn bei Nürnberg gestiftet hatte.
Reindel, der bis zu seinem Tod der (späteren) Akademie der Bildenden Künste in Nürnberg vorstand, wurde parallel dazu Konservator der städtischen und königlichen Bildergalerie von Nürnberg, gehörte 18 Jahre lang dem Kollegium der Gemeindebevollmächtigten an, wurde zum Ehrenmitglied der Münchener Akademie der Bildenden Künste und der Berliner Akademie der Künste und Wissenschaften ernannt.
Sogar „auf litterarischem Gebiete war er thätig [gewesen], indem er 1834 Thibaut’s von Chapuis herausgegebene „Perspective linéaire“ übersetzte.“

## Bekannte Schüler
- Kupferstecher: Franz von Stadler, Friedrich Wagner, Johann Philipp Walther, Johann Georg Serz, Peter Carl Geissler, Conrad Geyer, Andreas Fleischmann, Isaak Wolfsheimer[7][8][9]
- Zeichner: Johann Georg Wolf (1805–1875)[10]
- Maler: Karl Jäger, Peter Conrad Schreiber, Carl Kreul[1][11][12]

## Werke (Auswahl)
Jugendzeit bis 1803
- um 1800: Rötelzeichnungen aus der Lehrzeit bei Heinrich Guttenberg

Pariser Zeit 1803/11
- Illustrationen für Visconti’s „Iconographie“: Drei Büsten des Euripides, drei des Sophokles und eine des Miltiades (die Guttenberg vollendete)
- Kupferstich des rumänischen Königs Parthamasiris sowie des Kopfes des iberischen Königs Oussak
- Blätter für das von Laurent und Robillard herausgegebene „Musée français“, sowie für das „Musée Napoléon“, für das er unter anderem Annibale Caraccis Gemälde im Louvre „Madonna mit dem schlafenden Christuskinde und dem kleinen Johannes“ stach
- 1804: Porträt des Nürnberger Kaufmanns J. C. Kießling
- Stiche nach Manfredi, Nic. Poussin, Poilly, Bartolozzi und Fr. Kobell[1]

Nürnberg ab 1811

Drucke
- Titelkupfer nach Lafitte, Zwinger, Näcke und anderen für verschiedene Bücher
  -     - für das Frauentaschenbuch:

  - 1815–1817, 1823 und 1827: Titelkupfer, teils mit Titeleinfassungen
    - Die Blätter für die Jahrgänge 1826 und 1827, mit Figuren des „Schönen Brunnens“, sowie
    - die zwölf Apostel von Vischer’s Grabmal des heiligen Sebald kamen jedoch gesondert, teils kommentiert heraus.
- 1821: Große Gesamtansicht von Vischers Grabmal für Sebaldus von Nürnberg
- 1829, dann mit reich verzierter Einfassung versehen 1834: Ludwig I. im Krönungsornat nach Joseph Karl Stieler, „als Gegenstück zu dem von C. Heß gestochenen Bildniß des Königs Maximilian I.“
- Bildnis von Reindels Lehrer Hermann Guttenberg[1][13]

Zeichnungen
- verschiedene, ausgeführte Architekturentwürfe für Sakralbauten

Schriften
- 1834: Übersetzung von Thibaut’s von Chapuis „Perspective linéaire“[1]

## Künstlersignatur
Reindel versah seine Arbeiten mitunter mit verschiedenen Monogrammen, unterschiedlich zusammengesetzt aus den gestalteten Buchstaben A und R.